# Khu kinh tế Ninh Cơ
Khu kinh tế Ninh Cơ là một khu kinh tế ở miền Bắc Việt Nam, nằm tại vùng biển phía Nam tỉnh Ninh Bình, giữa 2 cửa sông Ninh Cơ và sông Đáy. Nơi đây được kỳ vọng trở thành khu kinh tế ven biển tổng hợp, đa ngành, đa chức năng.
Khu kinh tế Ninh Cơ được thành lập vào 14/1/2025, có quy mô diện tích 13.950 ha, nằm 4 xã ven biển: Hải Xuân, Hải Thịnh, Quỹ Nhất, Rạng Đông của tỉnh Ninh Bình. Khu kinh tế có tọa độ địa lý phía Bắc 106°13'14" vĩ Bắc và 20°07'30" kinh Đông; phía Nam 106°05'10" vĩ Bắc và 19°52'55" kinh Đông; phía Đông 106°15'30" vĩ Bắc và 20°04'16" kinh Đông; phía Tây 106°05'30" vĩ Bắc và 19°58'16" kinh Đông, khi thành lập bao gồm 09 đơn vị hành chính cấp xã và phần bãi bồi 